# باک گیانگ
باک گیانگ (به لاتین: Bắc Giang) یک شهر در ویتنام است که در استان باک گیانگ واقع شده‌است.

## خصوصیات
باک گیانگ ۳۲٫۲۱ کیلومترمربع مساحت و ۱۲۶٬۸۱۰ نفر جمعیت دارد.

## نگارخانه

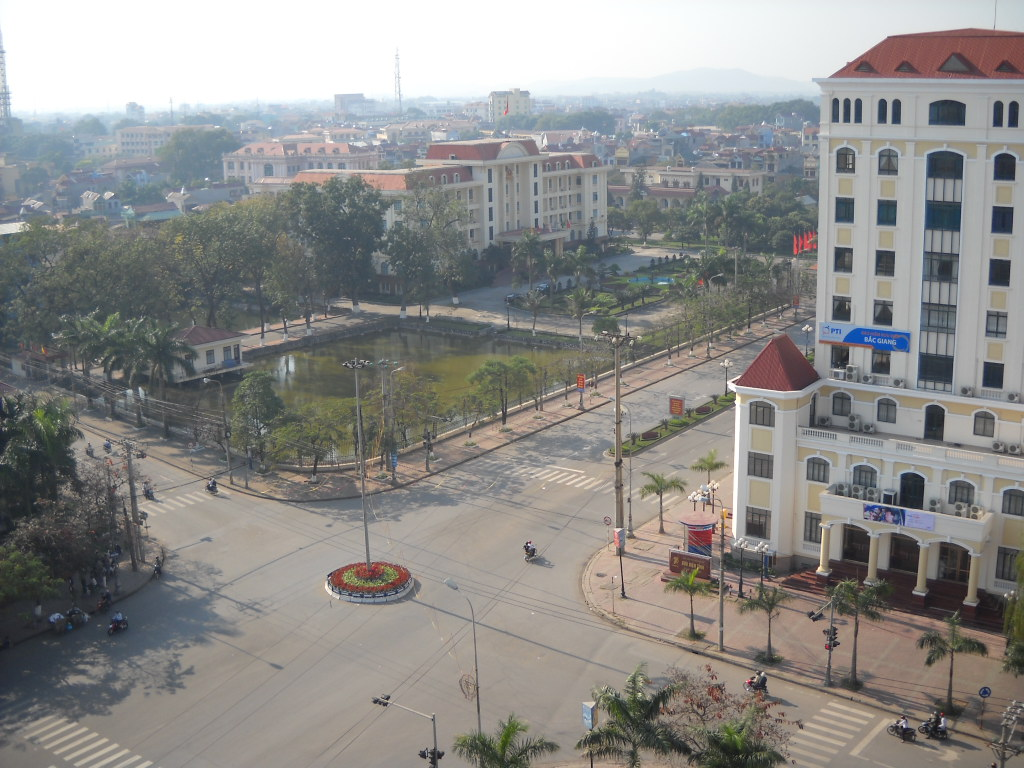
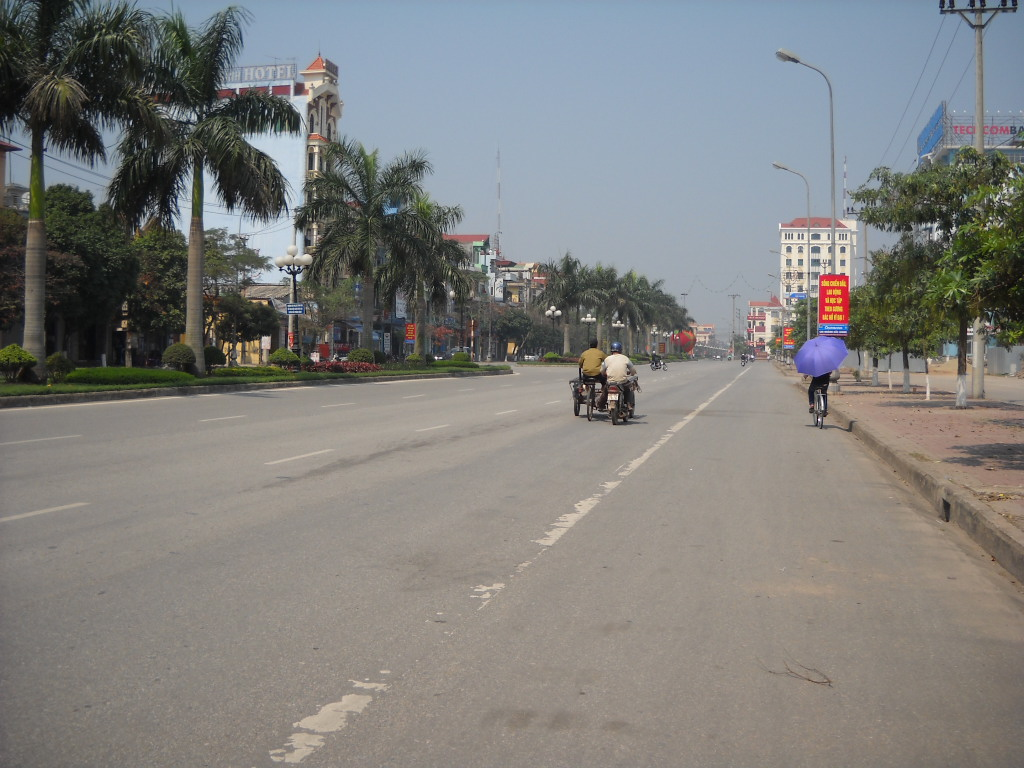
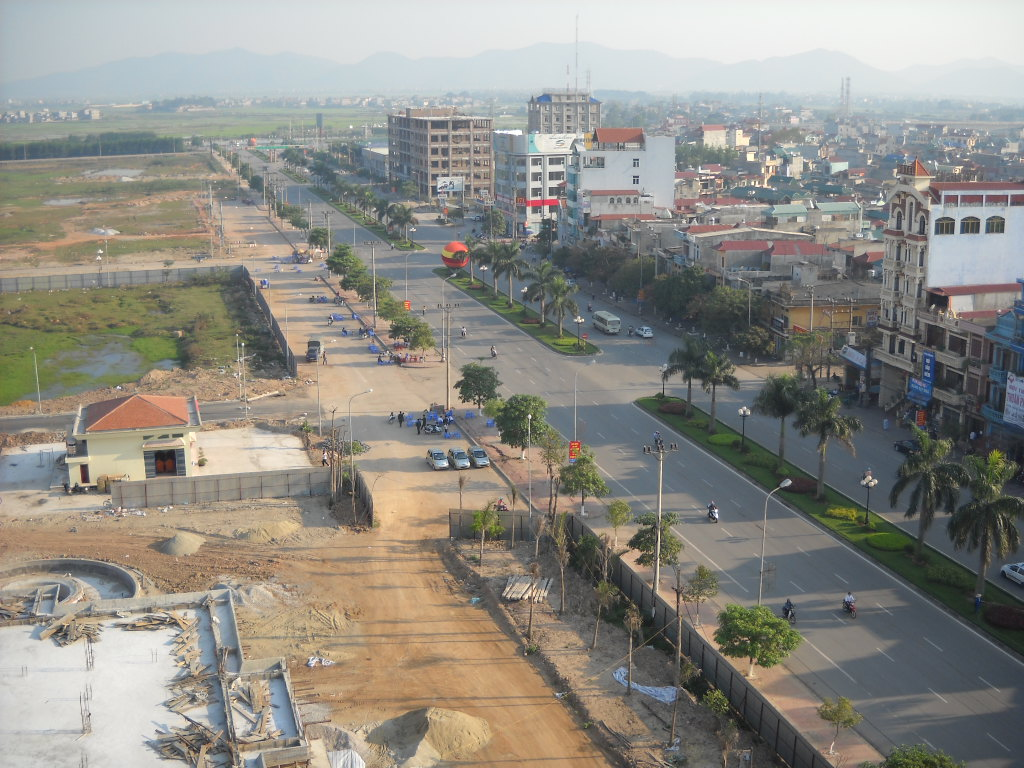
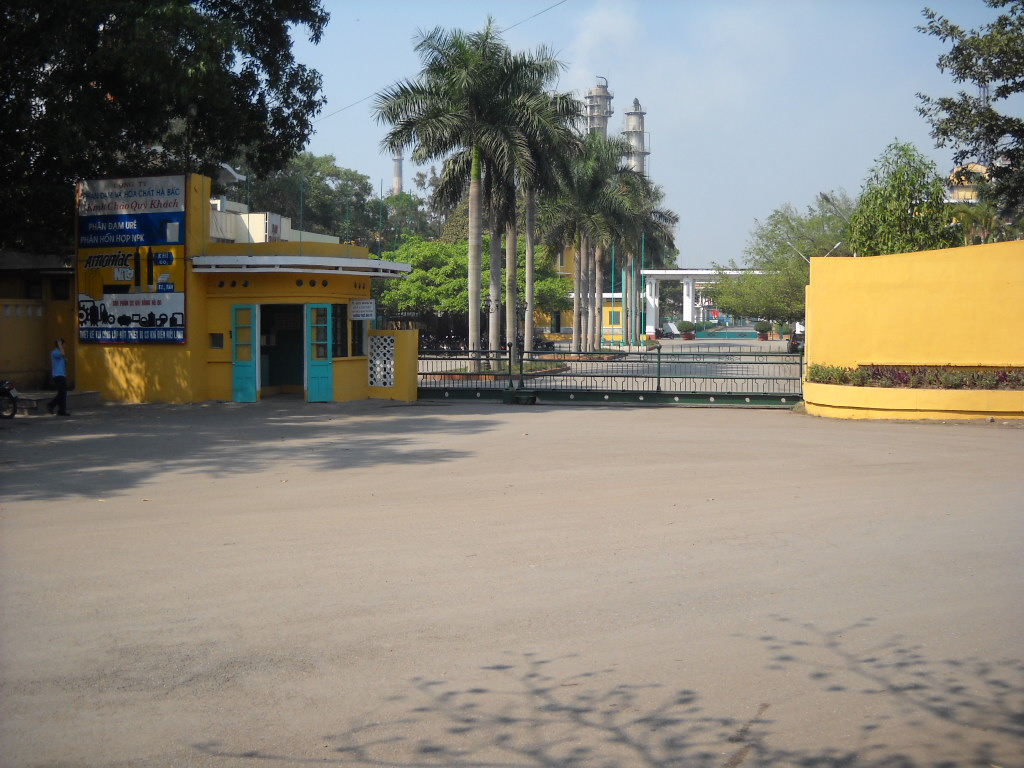